# パンデサル

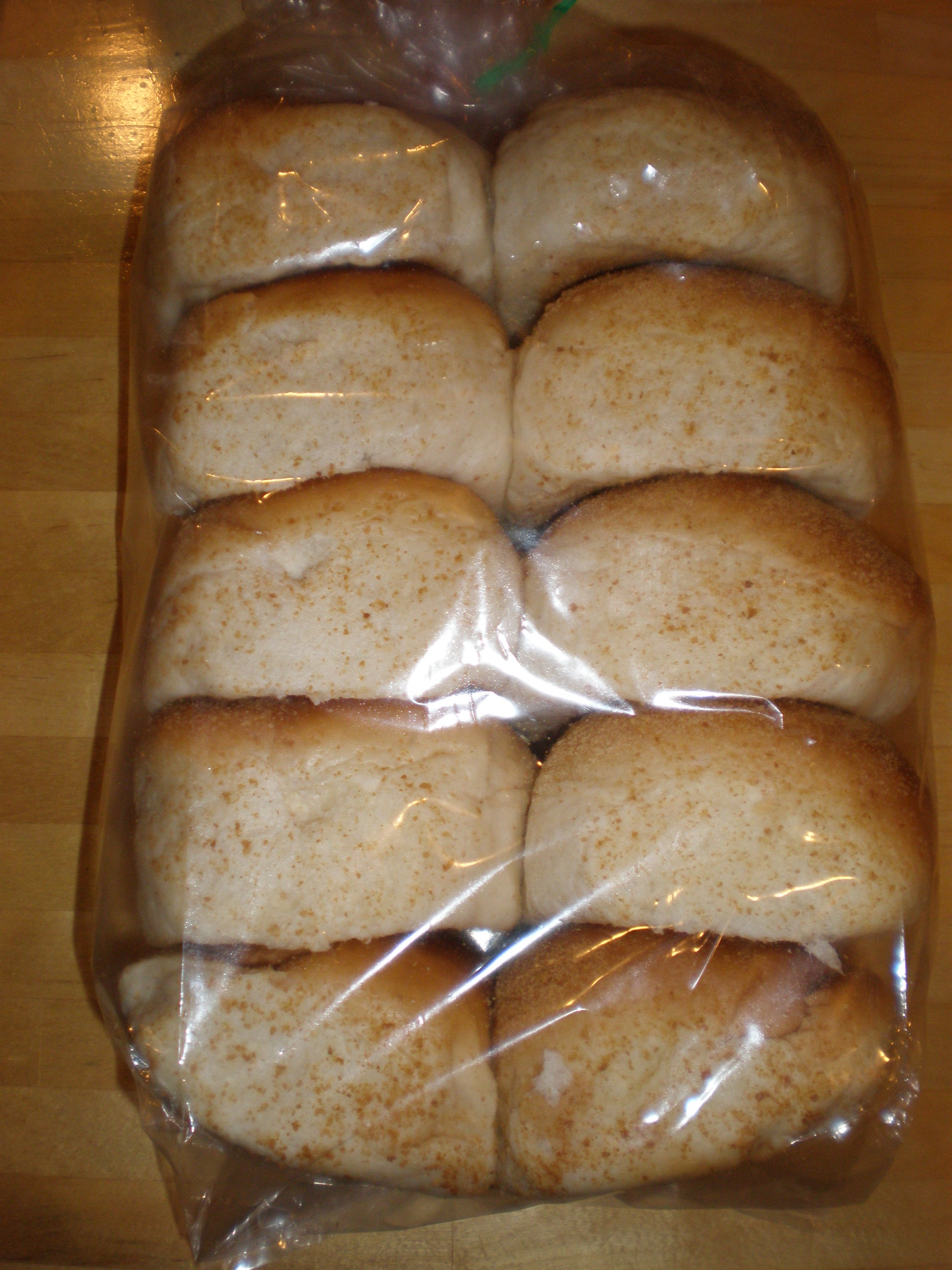
パンデサル

パンデサル（英語：Pandesal フィリピン語：Pandesal スペイン語: Pan de sal）は、フィリピンで朝食としてよく食べられる定番のロールパン。小麦粉、イースト菌、砂糖、油、塩から作られている。

## 概要
パンデサルはフィリピンで人気の酵母発酵パンである。  パン生地を長い丸太（スペイン語で「棒」を意味するバストン）に丸め、細かいパン粉をまぶして成形する。これを小分けにして寝かせ焼く。
焼き上がりを食べるのが一般的で、そのまま食べるか、コーヒーやココラテ（ホットチョコレート）、牛乳に浸して食べる。また、バター、マーガリン、チーズ、ジャム、ピーナッツバター、チョコレートスプレッド、卵、イワシ、肉などの具を添える場合もある。
その味と食感は、プエルトリコのパン、デ・アグア、フランスのクロワッサン、メキシコのボリージョスによく似ている。その名前に反して、パンデサル（ラテン語でsalは塩を意味する）の味は塩辛くなく、かすかに甘い。大半のパン屋は朝食用として早朝にパンデサルを作るが、一日中パンデサルを焼くパン屋もある。

## バリエーション
スーパーマーケットや一部のパン屋で売られているパンデサルは、皮が薄く、色も薄い。これらはまた、砂糖が1.75％しかない伝統的なパンデサルよりも砂糖が多い傾向がある。
サーフィン・スポットとして有名なシアルガオ島では、楕円形のものがサーフボードに似ていることから、地元では「パン・デ・サーフ」と呼ばれている。ココナツの殻を燃料とする簡易的なオーブンで焼かれ、通常パン・デ・ココと並んで売られている。
乾燥させて粉砕したマルンガイやモリンガの葉を小麦粉に混ぜて栄養価を高めることもあり、これは「マルンガイ・パンデサル」または「マルンガイ・パン」と呼ばれる。
パンデサルの新しいバリエーションとして人気があるのは、紫色のヤムイモ（ウベ）とチーズが入ったウベ・チーズ・パンデサルである。他の現代的なバリエーションとしては、チョコレート味、抹茶味、イチゴ味、ブルーベリー味などがある。
卵、牛乳、バターまたはマーガリンを使用する以外はパンデサルに似ている柔らかくて黄色っぽいタイプのフィリピンのロールパンは、セニョリータ・パン、スペイン・パン、またはパン・デ・カスティラとして知られている。パンデサルとは異なり、一般的に甘い。スペインのパン・デ・ホルノ（英語では「スペインのパン」とも呼ばれる）とは無関係である。

## 歴史
パンデサルの前身はパン・デ・スエロ（「床パン」）で、プゴンと呼ばれる薪窯の床で直接焼く、フランスのバゲットのスペイン・フィリピン地方版だった。小麦粉で作られ、パンデサルよりも硬くて皮が厚い。フィリピンでは小麦が自生していないため、パン職人たちは最終的に、より手頃だが粗悪な小麦粉に切り替えた。
パンデサルは、安価なアメリカ産小麦が容易に入手できるようになった1900年代初頭のアメリカ植民地時代に繁栄した。以来、フィリピンでは朝食の定番パンとなっている。
プゴンでパンデサルを焼くことは、燃料としてマングローブの木を伐採することが全国的に禁止されたため減少し、パン屋はガス焚きオーブンを使うようになった。